# Cal Bessó (Ulldemolins)
Cal Bessó és una obra d'Ulldemolins (Priorat) inclosa a l'Inventari del Patrimoni Arquitectònic de Catalunya.

## Descripció
Es tracta d'un edifici de paredat amb planta baixa, pis amb dos balcons i golfes, amb portells. A la planta baixa, a banda i banda de la porta principal, s'obren portes auxiliars. La portalada principal amb un arc adovellat, la clau presenta un motiu decoratiu amb la data esborrada i a un angle de la porta hi ha les inicials MR.

## Història
L'edificació correspon al segle xviii, com bona part d'altres edificis de la zona tals com la portalada amb cal Nebot al número 37 del mateix carrer. L'addició dels balcons i l'obertura de portes és posterior. La casa es mostra d'un període d'esplendor de la vila que s'havia iniciat al segle xviii, com ho mostren altres edificis de la localitat.